# Varronià
Varronià (en llatí: Varronianus) va ser un príncep imperial romà.
Era fill de l'emperador Jovià i de la seva esposa Charito, filla de Lucil·lià. Quan el seu pare va accedir al tron imperial, Varronià va rebre el títol de Nobilissimus, i l'any 364, va ser nomenat cònsol juntament amb el seu pare a Ancira. Encara era un nen quan el seu pare va morir l'any 364, i no se'l va tenir en consideració per a la successió. Va ser elegit Valentinià I en el seu lloc.
És possible que Varronià fos el jove al que es refereix Joan Crisòstom en dues de les seves cartes i homilies (Homilies sobre els Filipencs i Carta a una jove vídua). Si és així, sembla que Varronià encara era viu l'any 380, però segurament temia per la seva vida, a causa de la seva descendència imperial. En algun moment, li van treure un dels ulls, probablement en un intent d'impedir-li reclamar el tron. En parlen Eutropi, Ammià Marcel·lí i Sòcrates Escolàstic.